# Pampa de Achala (slätt i Argentina)
Pampa de Achala är en slätt i Argentina.   Den ligger i provinsen Córdoba, i den centrala delen av landet, 700 km nordväst om huvudstaden Buenos Aires.
Trakten runt Pampa de Achala består i huvudsak av gräsmarker. Runt Pampa de Achala är det glesbefolkat, med 11 invånare per kvadratkilometer.